# U96
U96 – zespół muzyczny utworzony w 1991 r. w Hamburgu w Niemczech. Lider zespołu Alex Christensen jest DJ-em. U96 był jednym z pierwszych zespołów grających muzykę techno. Nazwa zespołu pochodzi od nazwy niemieckiego okrętu podwodnego U-96 z okresu II wojny światowej.
Zadebiutował utworem Das Boot, wykorzystującym motywy muzyczne z filmu Okręt Wolfganga Petersena.

## Dyskografia

### Albumy
| Rok                            | Tytuł             | Najwyższe pozycje na listach | Najwyższe pozycje na listach | Najwyższe pozycje na listach |
| Rok                            | Tytuł             | GER                          | AUT                          | SWI                          |
| ------------------------------ | ----------------- | ---------------------------- | ---------------------------- | ---------------------------- |
| 1992                           | Das Boot          | 11                           | 5                            | 9                            |
| 1993                           | Replugged         | 21                           | 5                            | 18                           |
| 1995                           | Club Bizarre      | 22                           | 23                           | 37                           |
| 1996                           | Heaven            | 30                           | 19                           | 23                           |
| 2000                           | Best of 1991–2001 | 36                           | 36                           | –                            |
| 2018                           | REBOOT            | –                            | –                            | –                            |
| 2020                           | Transhuman        | –                            | –                            | –                            |
| „–” pozycja nie była notowana. |                   |                              |                              |                              |

### Single
| 1992                           | „Das Boot”                      | 1  | 1  | 1  | 18 |
| 1992                           | „I Wanna Be a Kennedy”          | 4  | 6  | 3  | –  |
| 1992                           | „Come 2gether/Der Kommandant”   | 36 | –  | –  | –  |
| 1992                           | „Ambient Underworld”            | –  | –  | –  | –  |
| 1992                           | „Das Boot/Kennedy Megamix”      | –  | –  | –  | –  |
| 1993                           | „Love Sees No Colour”           | 6  | 3  | 4  | –  |
| 1993                           | „Love Sees No Colour – (Remix)” | –  | –  | 38 | –  |
| 1993                           | „Night in Motion”               | 9  | 7  | 18 | –  |
| 1994                           | „Inside Your Dreams”            | 11 | 10 | 9  | –  |
| 1994                           | „Love Religion”                 | 5  | 7  | 10 | –  |
| 1995                           | „Love Religion – (Remix)”       | –  | –  | –  | –  |
| 1995                           | „Club Bizarre”                  | 19 | 14 | 32 | –  |
| 1995                           | „Movin'”                        | 91 | –  | –  | –  |
| 1995                           | „Boot II”                       | –  | –  | –  | –  |
| 1996                           | „Heaven”                        | 4  | 2  | 16 | –  |
| 1996                           | „A Night to Remember”           | 21 | 18 | 44 | –  |
| 1996                           | „Venus in Chains”               | 75 | –  | –  | –  |
| 1996                           | „Love Generation”               | –  | –  | –  | –  |
| 1997                           | „Seven Wonders”                 | 40 | –  | –  | –  |
| 1998                           | „Energie”                       | 23 | –  | –  | –  |
| 1998                           | „Beweg dich Baby”               | –  | –  | –  | –  |
| 2001                           | „Das Boot 2001”                 | 16 | –  | –  | –  |
| 2003                           | „We Call It Love”               | –  | –  | –  | –  |
| 2015                           | „Planet Earth”                  | –  | –  | –  | –  |
| 2017                           | „Losing Our Time”               | –  | –  | –  | –  |
| 2018                           | „Zukuftsmusik”                  | –  | –  | –  | –  |
| 2018                           | „Angels”                        | –  | –  | –  | –  |
| „–” pozycja nie była notowana. |                                 |    |    |    |    |